# Переворот у Югославії (1941)
Переворот у Югославії 1941 року — державний переворот, що стався 27 березня 1941 року у столиці Королівства Югославія Белграді. Вчинений групою вищих офіцерів проти регента князя Павла та уряду Цветковича-Мачека. Здобув чимало прихильників серед сербських військовиків і сербських націоналістів загалом через невдоволення політикою примирення з хорватами, яку вів зміщений у результаті перевороту регент Павло та уряд Драгіші Цветковича. Розроблений і профінансований британською розвідкою. Підтриманий мешканцями Белграда і багатьох інших югославських міст. 
Німеччина сприйняла його як виклик, що спричинило вступ Югославії у Другу світову війну.

## Історія
Вбивство короля Олександра в Марселі 1934 року вплинуло на зміну зовнішньої політики Югославії, яка коливалася між пробританською та пронімецькою. Регент князь Павло намагався будь-яким чином запобігти вступу Югославії у війну. Водночас він приділяв багато уваги подоланню сербсько-хорватського конфлікту, який хоча й послабшав після укладення угоди Цветковича-Мачека у 1939 р., але повністю не зник. Ситуацію ускладнювала міжнародна напруга в регіоні.
14 лютого 1941 прем'єр-міністр Югославії Драгіша Цветкович і міністр закордонних справ Олександр Цінцар-Маркович зустрілися з Гітлером із питання приєднання до осі Берлін—Рим—Токіо. Після таємного візиту 4 березня регента князя Павла до резиденції Гітлера Берхтесгаден у Німеччині та до Муссоліні у Римі Цветкович і Цінцар-Маркович 25 березня 1941 р. у Відні поставили підписи під протоколом про приєднання Югославії до Троїстого пакту, тим самим підтвердивши, що їхню державу буде поділено згідно з «новим кордоном» у Європі після німецького завоювання. Це й стало причиною державного перевороту, який на той час уже визрівав серед офіцерських кіл Белграда. Більшість дослідників схильні вважати, що план перевороту було розроблено за участю британської розвідки, а британський історик Девід Стеффорд розглядає переворот як проєкт британської дипломатичної місії, Форін-офісу й Управління спеціальних операцій.
На той момент політика Великої Британії щодо Югославії змінилася. Якщо перед цим офіційний Лондон погоджувався на її нейтралітет, то відтоді почав чинити тиск, спонукаючи до активнішої позиції у війні з Німеччиною. Підписання Югославією Троїстого пакту означало для Великої Британії зведення нанівець будь-яких планів зі створення Балканського фронту. Збагнувши невідворотність підписання пакту, британські урядові кола мобілізували сили для того, щоб цьому перешкодити. Ці зусилля включали як дипломатичний тиск, так і політичні акції. Сер Сесіль Перрот, вихователь неповнолітнього короля Петра в маєтку Карагеоргієвичів, у своїх спогадах писав, що голова Управління спеціальних операцій Г'юдж Далтон очікував такого повороту подій. Це був унікальний випадок, коли Форін-офіс, британська дипломатична місія та Управління спеціальних операцій організували переворот проти уряду, з яким вони мали більш, ніж дружні відносини. Британський прем'єр із підозрою ставився до дій князя Павла, тому за кілька місяців до перевороту віддав розпорядження британським агентам налагодити зв'язки з потенційно дисидентськими групами Белграда. Британський військово-повітряний аташе капітан МакДональд став другом командувача югославських повітряних сил генерала Мірковича (1884—1969). Переворот значною мірою був результатом роботи МакДональда, який також взаємодіяв з іще одним генералом повітряних сил Югославії Симовичем і був головною контактною особою. Історик Йозо Томашевич уважав, що головну роль у цих подіях відіграв помічник військово-повітряного аташе й оперативник британських спецслужб Белграда Маплбек. Вирішальна мить, на думку Томашевича і Стеффорда, настала тоді, коли 26 березня Маплбек переконав Мірковича вчинити переворот без зволікань протягом 48 годин. Події 27 березня Міркович згадував під час промови в Лондоні (1951). У ній він наголосив, що ідея перевороту зародилася в нього ще 1938 року, і він її відкрито обговорював з більшістю генералів і з військовим міністром Міланом Недичем. Влаштовуючи переворот, Міркович покладався на підлеглих йому офіцерів військової авіації та членів Клубу офіцерів запасу Белграда. Саме у цьому клубі він познайомився із британським військово-повітряним аташе МакДональдом і військовим аташе лейтенантом Кларком. До цієї групи входили і вищі офіцери школи Генерального штабу. Вони гуртувалися навколо майора Живана Кнежевича, який тоді був командиром гвардійського стрілецького батальйону. Входили сюди і зв'язкові між генеральним штабом й опозицією. Один із них був братом майора — репетитор короля Петра з французької мови та секретар Виконавчого комітету Демократичної партії професор Радоє Кнежевич. Через Сербський культурний клуб він налагодив контакти з інтелігенцією Белградського університету, яка зосереджувалася довкола відомого історика професора Слободана Йовановича. Успіх перевороту був забезпечений, бо Мірковича підтримували різні верстви населення. Серед сербів — старше покоління генералів, інтелігенція, ліві студенти, опозиція, військо, повітряні сили, православна церква. Також він мав підтримку серед хорватів і словенців, які були переконані, що підписання пакту — це зрада давніх союзників і приречення Югославії на ганьбу і покару.
Коли переворот став доконаним фактом, додатковими союзниками нового уряду стали прем'єр-міністр часів диктатури короля Олександра генерал Петар Живкович та його брат генерал Димитріє Живкович. Вони підтримували командувача Другої армії (зі штабом у Сараєві) генерала Боголюба Ілича, який долучився до перевороту, діставши в результаті посаду військового міністра. Кожен із цього старшого покоління генералів мав свої причини виступити проти регентства. Для когось це було звільнення чи переведення у резерв із платнею, але без статусу, для інших — продовження військової служби в невеликих районах із метою виключити можливість їхньої політичної діяльності. До того ж вони не схвалювали і не приймали політику князя Павла.
До 26 березня всі прихильні до Мірковича приготувалися до перевороту й очікували сигналу. Штабквартира заколотників розміщувалася на базі військово-повітряних сил у Земуні. В їхньому розпорядженні був поштовий, телеграфний і телефонний інспектор, який із початком перевороту повинен був перервати зв'язок між Белградом і рештою країни. Міркович та його союзники мали благословення від Сербської православної церкви. Вдосвіта 27 березня Міркович почав діяти. Танки й артилерія з'явилися на всіх головних вулицях столиці. У супроводі офіцерів повітряних сил генерал Симович зайняв військове міністерство. Першорядним завданням було присилувати прем'єра Цветковича піти у відставку. По радіо звучала відозва та декларація, які проголошували повалення уряду й завершення доби регентства. Міркович, який зовсім не збирався брати політичну владу у свої руки, повернувся на летовище у Земун, залишивши урядові віжки правління Симовичу. До 2-ї години дня військовики посіли всі стратегічні позиції. Для 17-річного короля Петра ІІ те, що трапилося, стало несподіванкою. Його здивувала новина по радіо, що він бере королівську владу у свої руки. Попри те, що в заколоті було задіяно багато військовиків і політиків, події 27 березня стали несподіванкою і для інших політичних діячів, членів королівської родини. Істотну роль у тодішньому югославському політикумі відігравав перший заступник прем'єр-міністра Югославії та керівник Хорватської селянської партії Владко Мачек. Прибувши в Загреб 26 березня о 10 годині вечора, він уранці наступного дня одержав телефоном від міністра фінансів Юрая Шутея звістку, що група військовиків під проводом генерала Мірковича формує новий урядовий кабінет і наполягає на входженні до нього 4 хорватів із попереднього уряду: Юрая Шутея, Бориса Смоляна, Івана Андреса, Йосипа Торбара. Однак хорватські політики відмовилися увійти в новий уряд без його згоди. Події в Загребі розгорталися стрімко. Мачек попросив Шутея передзвонити через дві години, а за цей час розраховував зустрітися з заступником голови Хорватської селянської партії Августом Кошутичем та її генеральним секретарем Юраєм Крнєвичем, яких по телефону запросив додому. Зустрівшись із князем Павлом, який на той час перебував на залізничній станції Загреба, Мачек запропонував йому залишитися в Хорватії, наголосивши, що військові загони, розташовані в Загребі, слід мобілізувати на його підтримку. На думку хорватського політика, це мало б зміцнити позиції регента проти змовників у Сербії. Однак князь Павло відмовився від такої ідеї, зокрема через те, що його дружина Ольга з дітьми перебувала у Белграді й він хвилювався за їхню безпеку.
Перед від'їздом із Загреба князь Павло через консула звернувся до британського уряду по дозвіл набути статусу біженця у британській колонії. Опівдні 27 березня регент покинув Загреб. На прохання князя хорватський бан Іван Шубашич вирушив разом із ним. Завданням останнього було оцінити реальну обстановку в столиці та дійти згоди щодо умов, за яких хорватські міністри працювали б у новому кабінеті. Ввечері того самого дня королівський поїзд із князем Павлом і баном Шубашичем прибув у Земун. Генерал Симович, який зустрічав потяг, відразу супроводив регента до військового міністерства. Там князь Павло спільно з королівськими намісниками неповнолітнього короля Петра ІІ Раденком Станковичем та Іво Перовичем підписав документ про відмову від регентства. Близько 10-ї вечора князь із сім'єю виїхав у Грецію. Згодом їх переправили в Кенію, а через кілька місяців їм дозволили перебратися у Південно-Африканський Союз. Переворот поставив перед Мачеком дилему. Він був особисто лояльним і відданим регенту, який припинив переслідування з боку влади у 1935 р. і невпинно працював над подоланням ворожнечі між сербами та хорватами. Мачек побоювався, що сюжет перевороту розробило те саме коло сербських націоналістів, які протистояли конкордату з Ватиканом у 1937 р. та угоді 1939 р. Проблему доповнював той факт, що князь Павло повернувся у Белград добровільно, а це розцінювалося як своєрідний жест визнання легітимності перевороту. Відмова приєднатися до нового кабінету створювала загрозу занурення країни у криваву війну. Генерал Симович у телефонній розмові настійно радив Мачеку увійти до нового уряду та запевняв його, що угода 1939 р. залишиться в силі. Крім того, він обіцяв розширити повноваження бановини Хорватії. Після обіцянки нового прем'єра укласти угоду з Німеччиною Мачек увійшов до складу уряду.

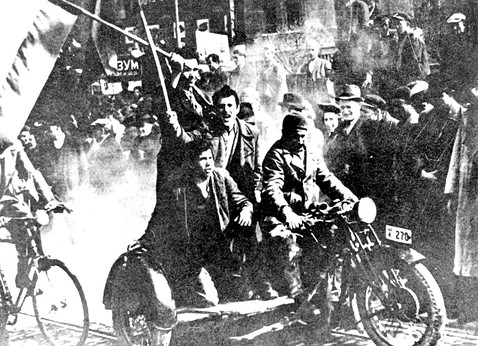
Демонстрації 27 березня 1941 року в Белграді проти уряду Цветковича-Мачека, який приєднався до Троїстого союзу.

Новий кабінет на чолі з Симовичем було утворено 27 березня. Заступниками прем'єр-міністра було призначено Мачека і колишнього ректора Белградського університету, президента Сербської академії наук професора Слободана Йовановича, міністром закордонних справ став сербський радикал Момчило Нінчич, військовим і військово-морським міністром — генерал Боголюб Ілич, а міністром внутрішніх справ — лідер сербської Самостійної демократичної партії Срджан Будисавлєвич, який був членом уряду Цветковича, доки не подав у відставку у зв'язку з приєднанням Югославії до Троїстого пакту.
Після формального анулювання тристороннього пакту у Белграді почали збиратися численні демонстрації. Їхні учасники скандували гасла на підтримку Великої Британії, трощили вікна в німецькому туристичному агентстві, яке одночасно було штабом гестапо, пошматували прапор зі свастикою. Масові мітинги пройшли під гаслами «Bolje rat nego pakt!», «Bolje grob nego rob!» («Краще війна, ніж пакт!», «Краще могила, ніж рабство!»). Демонстрації на підтримку перевороту відбувалися також у Цетинє, Подгориці, Спліті, Скоп'є, Крагуєваці та інших великих містах. 
Югославські комуністи розглядали повалення «антинародного, профашистського» уряду Цветковича-Мачека і наступне підписання радянсько-югославського договору як велику політичну перемогу демократичних, антифашистських сил Югославії, на чолі яких ті прагнули стати.
Реакція Лондона на переворот була миттєвою. Ще 27 березня на зустрічі консервативної партії Вінстон Черчілль заявив, що «сьогодні зранку Югославія віднайшла свою душу». Офіційний Лондон назвав це «першою головною політичною поразкою німців на континенті». У Франції на звістку про переворот невідомі поклали у Марселі квіти на місці вбивства короля Олександра та міністра закордонних справ Франції Луї Барту.
Переворот позначився на німецьких планах «Маріта» і «Барбаросса». Операцію «Барбаросса» довелося відкласти на чотири тижні. Коли у Німеччині готувалися до війни, у Белграді тривала небезпечна ейфорія. Жителі столиці не переставали вітати короля Петра ІІ, співати патріотичних пісень і розмахувати прапорами за будь-якої нагоди. Міністри новоутвореного уряду все ще сподівалися на нейтралітет Югославії. 30 березня Симович відмовився прийняти Ентоні Ідена, який перебував в Афінах, побоюючись, що німці сприймуть візит британця як ворожий акт. Але вже через два дні він погодився таємно зустрітися з начальником британського імперського генштабу фельдмаршалом Джоном Діллом, який прилетів із Афін у Белград. Попри всі старання британців, укласти з Югославією угоду не вдалося.
Хоча до влади прийшов новий уряд, проте його політика суттєво не змінилася. Позиція кабінету Симовича вже не цікавила Гітлера. Березневі події в Югославії зірвали плани німецького генштабу щодо проведення операції «Барбаросса», адже Гітлер справедливо вважав, що після приєднання Югославії до Троїстого пакту, південний балканський фланг був прикритий, а незаплановані масові виступи у цій країні та державний переворот змусили фюрера відступитися від своїх планів і діяти спонтанно. Згодом Гітлер зазначить: «…якби державний переворот відбувся під час «Барбаросси», то наслідки для нас, імовірніше за все, були б значно серйозніші». 
Белградські події 27 березня зруйнували всі надії Гітлера на створення об'єднаної групи балканських держав, долучених до країн Осі. Німецький вождь не мав наміру співпрацювати з новим югославським урядом. На нараді 27 березня 1941 р. він заявив: «…Не брати до уваги запевнень з боку нового уряду про лояльність, а провести підготовку до знищення збройних сил Югославії та її як держави. Політично важливо, щоб удар проти Югославії було завдано з усією жорстокістю, а її воєнна поразка має настати блискавично… По зовнішньополітичній лінії… не буде висунуто ультиматум… Наступ почнеться відразу ж, як тільки будуть підготовлені необхідні для цього матеріали та шляхи сполучення». Схему блискавичної війни проти Югославії було накреслено поспіхом, а спрямовану проти Греції операцію «Маріта» було змінено відповідно до нових обставин.